# Slaves of New York

Slaves of New York é um filme de comédia dramática dos Estados Unidos de 1989, realizado por James Ivory.

## Resumo
Eleanor (Bernadette Peters) é uma estilista de chapéus que não consegue ter o reconhecimento esperado e está constantemente sem dinheiro. Na sua vida privada o insucesso é o mesmo, pois apesar de gostar muito de Stash (Adam Coleman Howard), o seu namorado, Eleanor sente-se mal tratada por ele quase sempre.
A relação deles acaba quando ela descobre que Stash a está a trair com Daria (Madeleine Potter), mas a vida dela muda profissionalmente quando mais tarde conhece Wilfredo (Steve Buscemi), um estilista de modas que adora o seu trabalho e os seus chapéus. Quando os chapéus estão a desfilar, Eleanor sente pela primeira vez o sabor do sucesso que há tanto esperava.

## Elenco
- Bernadette Peters (Eleanor)
- Chris Sarandon (Victor Orkent)
- Mary Beth Hurt (Ginger Booth)
- Madeleine Potter (Daria)
- Adam Coleman Howard (Stash)
- Jsu Garcia (Marley)
- Charles McCaughan (Sherman)
- John Harkins (Chuck Dale Dolger)
- Mercedes Ruehl (Samantha)
- Joe Leeway (Jonny Jalouse)
- Steve Buscemi (Wilfredo)
- Anthony LaPaglia (Tony)
- Stanley Tucci (Darryl)